# Станхоуп (Њу Џерзи)
Станхоуп (енгл. Stanhope) град је у америчкој савезној држави Њу Џерзи.

## Демографија
По попису из 2010. године број становника је 3.610, што је 26 (0,7%) становника више него 2000. године.
| Група             | 2000.         | 2010.         |
| Белци             | 3.255 (90,8%) | 3.107 (86,1%) |
| Афроамериканци    | 48 (1,3%)     | 57 (1,6%)     |
| Азијати           | 55 (1,5%)     | 84 (2,3%)     |
| Хиспаноамериканци | 145 (4,0%)    | 307 (8,5%)    |
| Укупно            | 3.584         | 3.610         |